# Michael Andrew (nadador)
Michael Andrew (Estados Unidos, 18 de abril de 1999) é um nadador norte-americano. Michael competiu nos Jogos Olímpicos de Verão de 2020 e garantiu uma medalha de ouro para o país na modalidade de revezamento 4x100 m livre masculino.